# Campionato Sammarinese di Calcio 2014/2015
Campionato Sammarinese di Calcio (San Marinos fotbollsmästerskap) säsongen 2014/2015, är den 30:e sedan starten. Säsongen startade 12 september 2014 och avslutades 26 maj 2015. 
La Fiorita är regerande mästare sedan förra säsongen.

## Klubbar
- Cailungo
- Cosmos
- Domagnano
- Faetano
- Fiorentino
- Folgore Falciano
- Juvenes/Dogana
- La Fiorita
- Libertas
- Murata
- Pennarossa
- San Giovanni
- Tre Fiori
- Tre Penne
- Virtus

## Gruppspel
De 15 klubbarna delas upp i två grupper, med sju lag i Grupp A och åtta lag i Grupp B, där de tre bästa från varje grupp går till slutspel.

### Grupp A
| Nr | Lag            | S  | V  | O | F  | GM | IM | MS  | P  |
| -- | -------------- | -- | -- | - | -- | -- | -- | --- | -- |
| 1  | Juvenes/Dogana | 20 | 12 | 4 | 4  | 35 | 15 | +20 | 40 |
| 2  | Tre Fiori      | 20 | 12 | 2 | 6  | 36 | 17 | +19 | 38 |
| 3  | Faetano        | 20 | 9  | 5 | 6  | 26 | 21 | +5  | 32 |
| 4  | Cailungo       | 20 | 8  | 4 | 8  | 28 | 29 | −1  | 28 |
| 5  | Virtus         | 20 | 8  | 4 | 8  | 27 | 28 | −1  | 28 |
| 6  | Murata         | 20 | 5  | 5 | 10 | 26 | 34 | −8  | 20 |
| 7  | Cosmos         | 20 | 0  | 5 | 15 | 13 | 48 | −35 | 5  |

### Grupp B
| Nr | Lag                     | S  | V  | O | F  | GM | IM | MS  | P  |
| -- | ----------------------- | -- | -- | - | -- | -- | -- | --- | -- |
| 1  | Folgore Falciano Calcio | 21 | 13 | 5 | 3  | 41 | 19 | +22 | 44 |
| 2  | La Fiorita              | 21 | 11 | 5 | 5  | 37 | 25 | +12 | 38 |
| 3  | Domagnano               | 21 | 11 | 3 | 7  | 28 | 23 | +5  | 36 |
| 4  | Libertas                | 21 | 8  | 8 | 5  | 23 | 16 | +7  | 32 |
| 5  | Fiorentino              | 21 | 9  | 5 | 7  | 24 | 22 | +2  | 32 |
| 6  | Pennarossa              | 21 | 9  | 3 | 9  | 33 | 26 | +7  | 30 |
| 7  | Tre Penne               | 21 | 5  | 3 | 13 | 24 | 43 | −19 | 18 |
| 8  | San Giovanni            | 21 | 2  | 3 | 16 | 21 | 56 | −35 | 9  |

## Slutspel
Slutspelet utser segrare i Campionato Sammarinese di Calcio samt vilka lag som kvalificerar sig för Champions League samt Europa League. Slutspelet startade 4 maj och finalen spelades 26 maj 2015.

### Första omgången
|       | 4 maj 2015 | Tre Fiori | 1–0    | Domagnano | Campo di Fiorentino, Fiorentino |  |
| 21:00 | 21:00      | Lini 55′  | Report |           |                                 |  |
| 21:00 | 21:00      |           |        |           |                                 |  |
| 21:00 | 21:00      |           |        |           |                                 |  |

|       | 4 maj 2015 | La Fiorita                | 3–1    | Faetano        | Campo di Montecchio, Montecchio |  |
| 21:00 | 21:00      | Petráš 15′ Selva 52′, 81′ | Report | Stefanelli 43′ |                                 |  |
| 21:00 | 21:00      |                           |        |                |                                 |  |
| 21:00 | 21:00      |                           |        |                |                                 |  |

### Andra omgången
|       | 8 maj 2015 | Domagnano | 0–2    | Faetano                   | Campo di Montecchio, Montecchio |  |
| 21:00 | 21:00      |           | Report | Moroni 27′ Stefanelli 70′ |                                 |  |
| 21:00 | 21:00      |           |        |                           |                                 |  |
| 21:00 | 21:00      |           |        |                           |                                 |  |

Domagnano utslagna
|       | 9 maj 2015 | Tre Fiori | 0–1    | La Fiorita | Campo di Fiorentino, Fiorentino |  |
| 17:00 | 17:00      |           | Report | Marino 66′ |                                 |  |
| 17:00 | 17:00      |           |        |            |                                 |  |
| 17:00 | 17:00      |           |        |            |                                 |  |

### Tredje omgången
|       | 11 maj 2015 | Folgore Falciano | 2–1    | Juvenes/Dogana      | Campo di Montecchio, Montecchio |  |
| 21:00 | 21:00       | Hirsch 11′, 35′  | Report | Maccagno 66′ (str.) |                                 |  |
| 21:00 | 21:00       |                  |        |                     |                                 |  |
| 21:00 | 21:00       |                  |        |                     |                                 |  |

|       | 14 maj 2015 | Faetano                            | 3–5    | Tre Fiori                                    | Campo di Montecchio, Montecchio |  |
| 21:00 | 21:00       | Moroni 7′ Valentini 61′ Cavoli 63′ | Report | O'Neil 26′, 38′, 99′ Andreini 32′ Succi 101′ |                                 |  |
| 21:00 | 21:00       |                                    |        |                                              |                                 |  |
| 21:00 | 21:00       |                                    |        |                                              |                                 |  |

Faetano utslagna

### Fjärde omgången
|       | 16 maj 2015 | Folgore Falciano               | 2–1    | La Fiorita  | Campo di Montecchio, Montecchio |  |
| 17:00 | 17:00       | Magnani 90+1′ Della Valle 101′ | Report | Rinaldi 56′ |                                 |  |
| 17:00 | 17:00       |                                |        |             |                                 |  |
| 17:00 | 17:00       |                                |        |             |                                 |  |

|       | 18 maj 2015 | Tre Fiori | 0–3    | Juvenes/Dogana                                  | Campo di Montecchio, Montecchio |  |
| 21:00 | 21:00       |           | Report | Mantovani 33′ Mariotti 78′ (str.) Ugolini 90+1′ |                                 |  |
| 21:00 | 21:00       |           |        |                                                 |                                 |  |
| 21:00 | 21:00       |           |        |                                                 |                                 |  |

Tre Fiori eliminated.

### Femte omgången
|       | 23 maj 2015 | Juvenes/Dogana           | 0–0    | La Fiorita | Campo di Montecchio, Montecchio |  |
| 21:00 | 21:00       |                          | Report |            |                                 |  |
| 21:00 | 21:00       |                          |        |            |                                 |  |
| 21:00 | 21:00       | Straffsparksläggning 4–2 |        |            |                                 |  |

La Fiorita utslagna och kvalificerade för Europa League 2015/2016.

### Final
|       | 26 maj 2015 | Folgore Falciano              | 3–1    | Juvenes/Dogana | San Marino Stadium, Serravalle |                         |
| 21:00 | 21:00       | Perrotta 43′, 90′ Muccini 87′ | Report | Gasperoni 24′  | Domare: Johnny Casanova        | Domare: Johnny Casanova |
| 21:00 | 21:00       |                               |        |                | Domare: Johnny Casanova        | Domare: Johnny Casanova |
| 21:00 | 21:00       |                               |        |                | Domare: Johnny Casanova        | Domare: Johnny Casanova |

Folgore Falciano mästare och kvalificerade för Champions League 2015/2016. Juvenes/Dogana kvalificerade för Europa League 2015/2016.

## Skytteligan
| Rank | Spelare              | Klubb            | Mål |
| ---- | -------------------- | ---------------- | --- |
| 1    | Daniele Friguglietti | San Giovanni     | 16  |
| 2    | Armando Aruci        | Pennarossa       | 15  |
| 3    | Andy Selva           | La Fiorita       | 14  |
| 4    | Carlo Chiarabini     | Domagnano        | 11  |
| 4    | O'Neal Ephraim       | Tre Fiori        | 11  |
| 4    | Francesco Perrotta   | Folgore Falciano | 11  |
| 7    | Giorgio Mariotti     | Juvenes/Dogana   | 10  |
| 7    | Adolfo Hirsch        | Folgore Falciano | 10  |
| 7    | Andrea Moroni        | Faetano          | 10  |
| 10   | Marco Casadei        | Murata           | 9   |